# القصار (أسلم)

تعديل مصدري - تعديل

القصار هي إحدى قرى عزلة أسلم الوسط بمديرية أسلم التابعة لمحافظة حجة، بلغ تعداد سكانها 84 نسمة حسب تعداد اليمن لعام 2004.